# Stylosanthes humilis
Stylosanthes humilis är en ärtväxtart som beskrevs av Carl Sigismund Kunth. Stylosanthes humilis ingår i släktet Stylosanthes och familjen ärtväxter. Inga underarter finns listade i Catalogue of Life.